# NUTS de Portugal
As NUTS- Nomenclatura das Unidades Territoriais para Fins Estatísticos são as divisões regionais existentes em todos os estados-membros da União Europeia, sendo utilizadas pelo Eurostat para a elaboração de todas as estatísticas regionais e pela União Europeia na definição de políticas regionais e atribuição dos fundos de coesão.
O Decreto-Lei n.º 46/89 definiu os três níveis da Nomenclatura das Unidades Territoriais para Fins Estatísticos (NUTS) para as unidades territoriais portuguesas:
- NUTS I (NUTS 1) - constituído por três unidades, correspondentes ao território do continente e de cada uma das Regiões Autónomas dos Açores e da Madeira;
- NUTS II (NUTS 2) - constituído por sete unidades, das quais cinco no continente e os territórios das Regiões Autónomas dos Açores e da Madeira (entretando aumentadas para 9 unidades);[carece de fontes?]
- NUTS III (NUTS 3) - constituído por 30 unidades, das quais 28 no continente e 2 nas Regiões Autónomas dos Açores e da Madeira, e correspondem às Entidades Intermunicipais (entretando reduzidas para 26 unidades).[carece de fontes?]

A classificação das unidades territoriais correspondentes teve a sua última alteração com o Decreto-Lei n.º 24-A/2022, de 23 de dezembro. Ao contrário do que acontece em praticamente todos os estados-membros da União Europeia (incluindo em países substancialmente mais pequenos como os Países Baixos, a Dinamarca ou a Bélgica), as NUTS de Portugal Continental não correspondem a regiões com poderes políticos diretamente eleitos e as suas competências administrativas são muito limitadas. Atualmente, os únicos órgãos políticos das NUTS II são as Comissões de Coordenação e Desenvolvimento Regional (CCDR), cujas direções são nomeadas pelo Governo central.
As NUTS III correspondem ao território das Entidades Intermunicipais (Comunidades Intermunicipais e Áreas Metropolitanas, no caso de Lisboa e Porto), sendo administradas por autarcas escolhidos entre os Presidentes da Câmara dos municípios constituíntes e tendo poderes políticos praticamente irrelevantes. A única exceção a este panorama são os arquipélagos dos Açores e da Madeira, que possuem o estatuto de Regiões Autónomas, sendo administrados por Governos Regionais com ampla autonomia executiva e possuindo Parlamentos Regionais que lhes conferem poder legislativo.
Está previsto que as NUTS II sejam substituídas pelas Regiões Administrativas, cuja criação está prevista no artigo 236.º da Constituição da República Portuguesa desde 1976, mas cuja instituição em concreto depende de aprovação em referendo. Durante a XIII legislatura foi proposta a eleição direta dos presidentes das Áreas Metropolitanas de Lisboa e Porto, mas a medida não avançou a tempo das eleições autárquicas de 2017.
Por outro lado, o Sistema Estatístico Europeu (SEE) tem procurado definir para os Estados-Membros dois níveis hierárquicos de Unidades Administrativas Locais (Local Administrative Units - LAU) que garantam a integração com as NUTS e que, no caso português correspondem aos municípios (LAU 1) e às freguesias (LAU 2), antigamente denominadas NUTS IV e NUTS V.

## Mudanças das NUTS II e III (1986—2024)

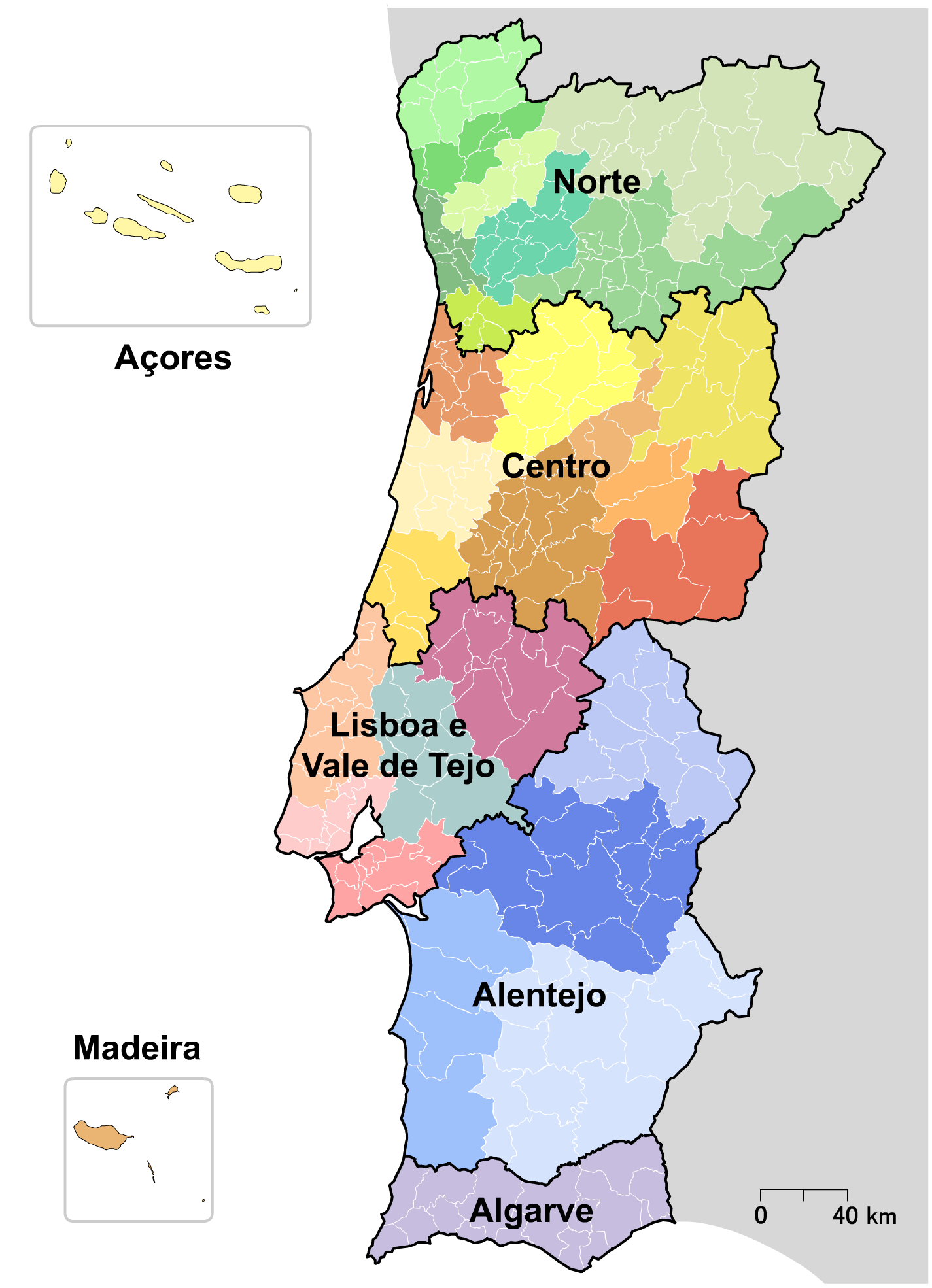
1986
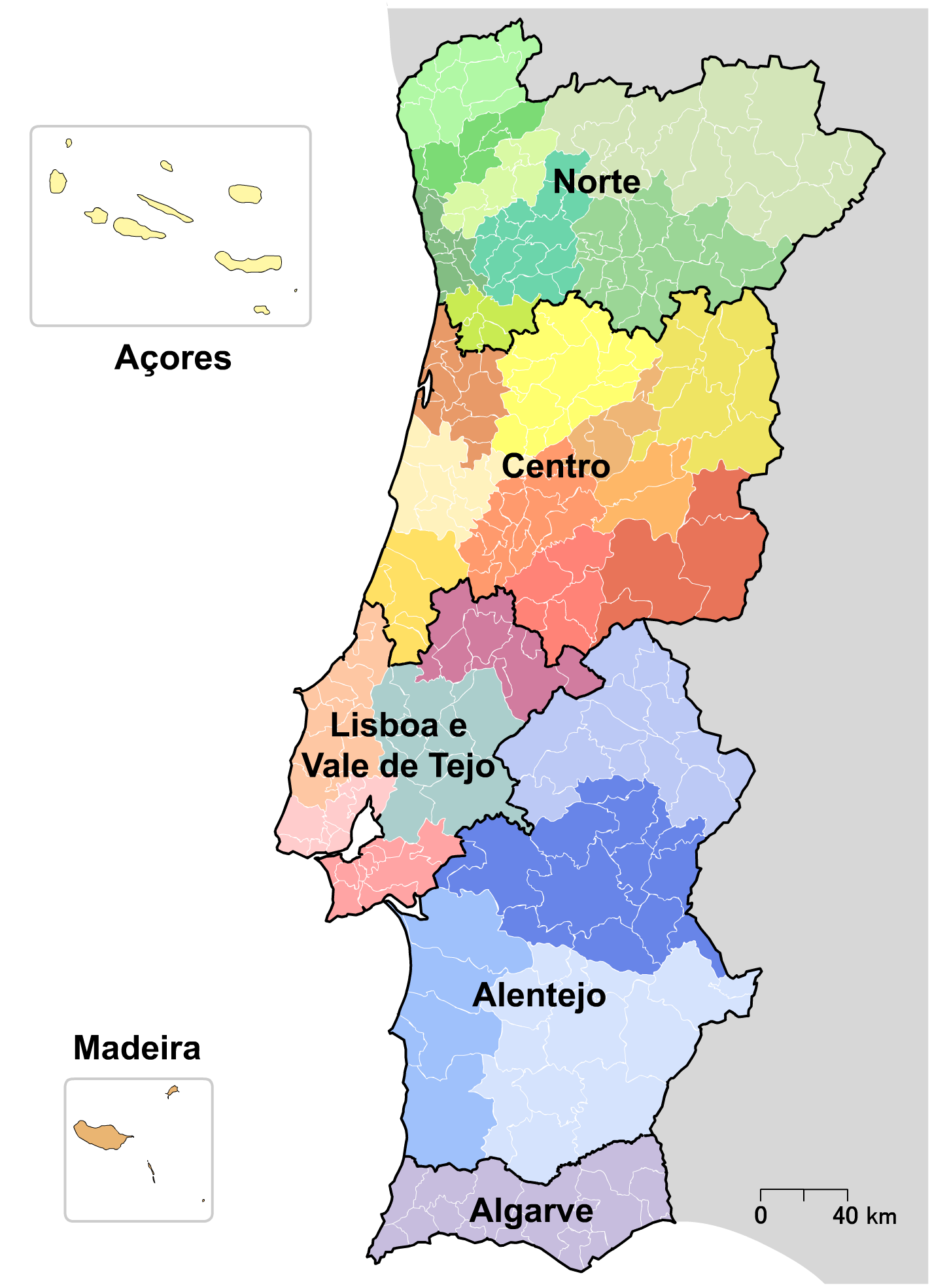
1989
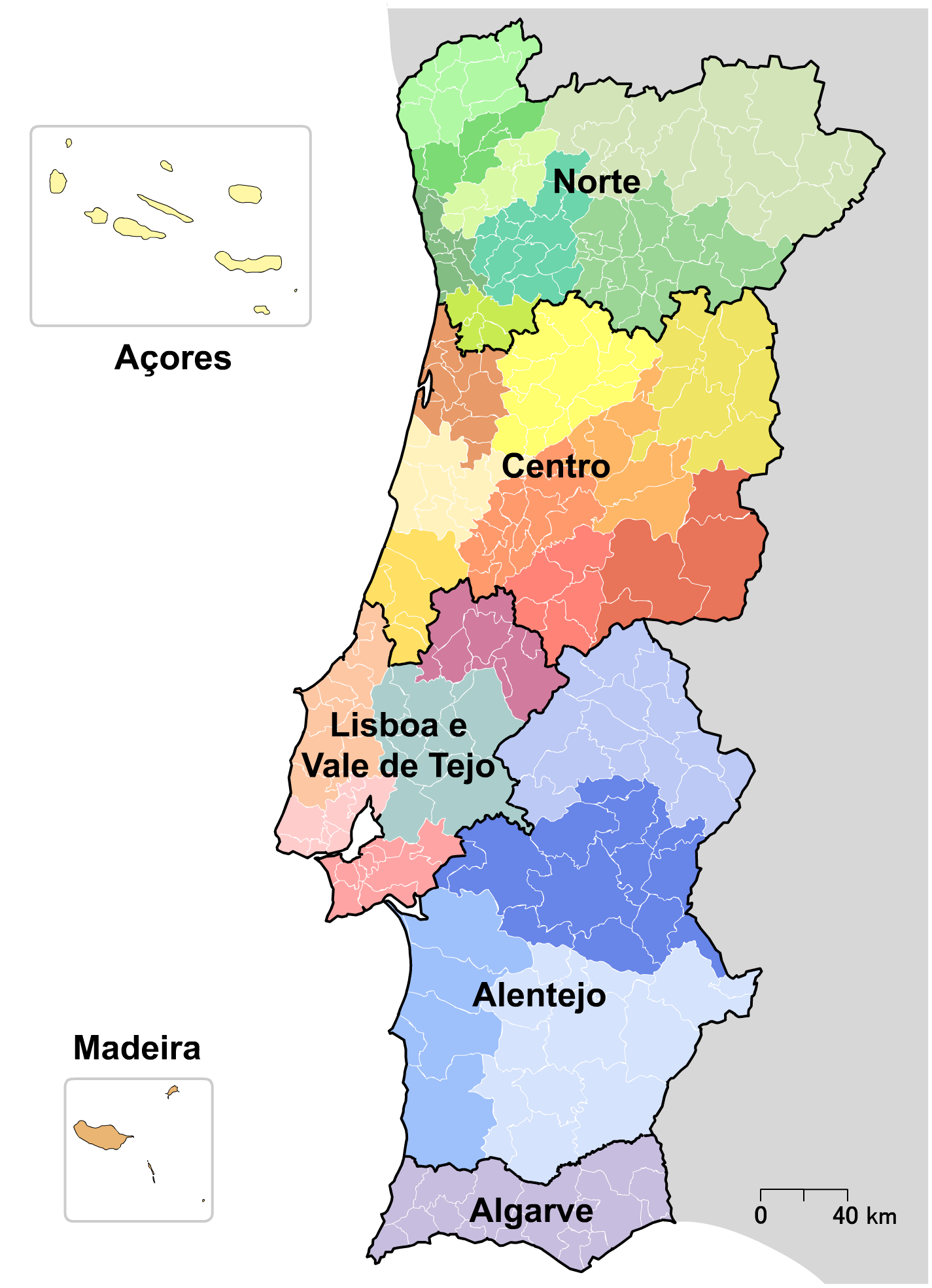
1999
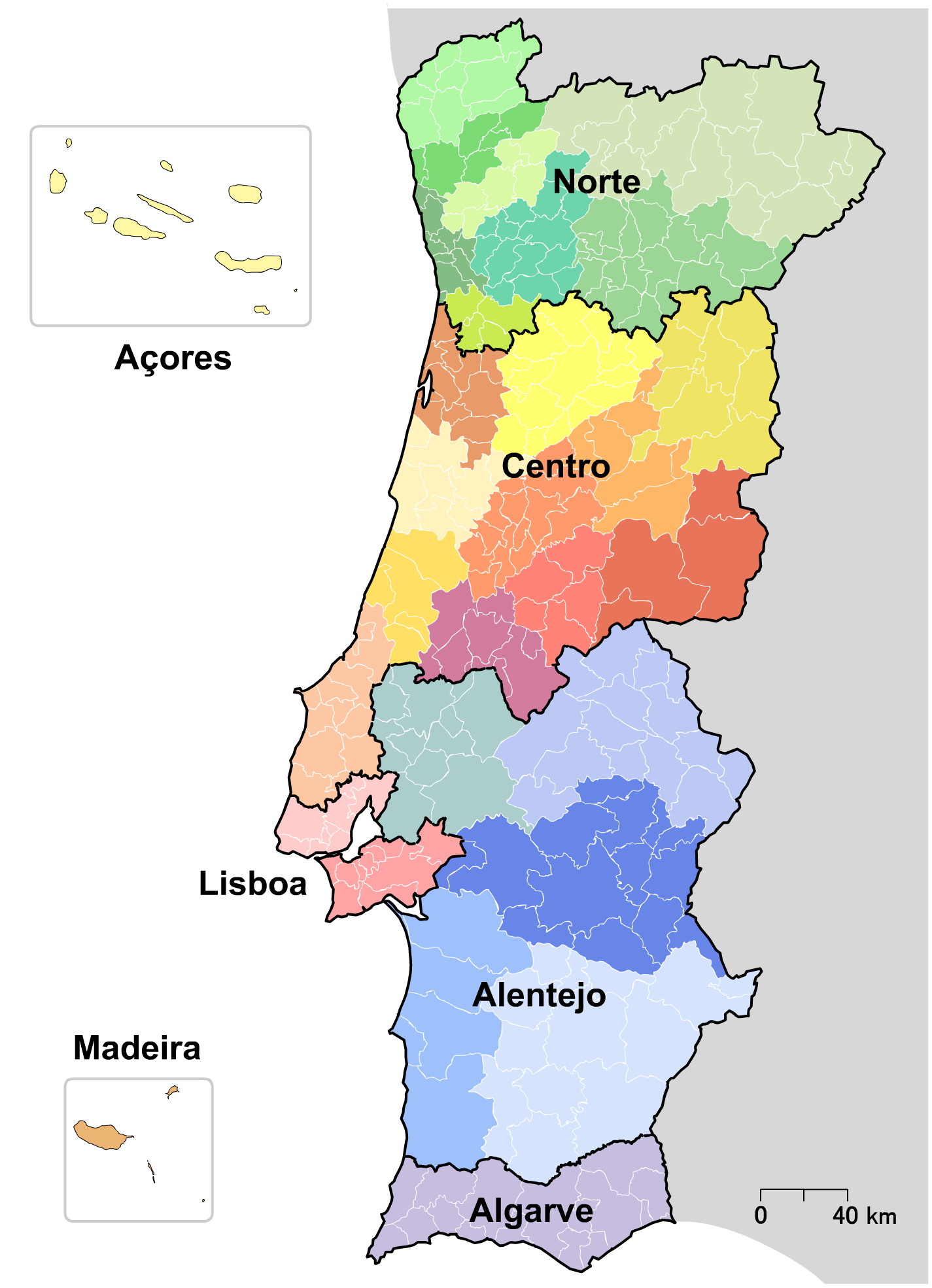
2002
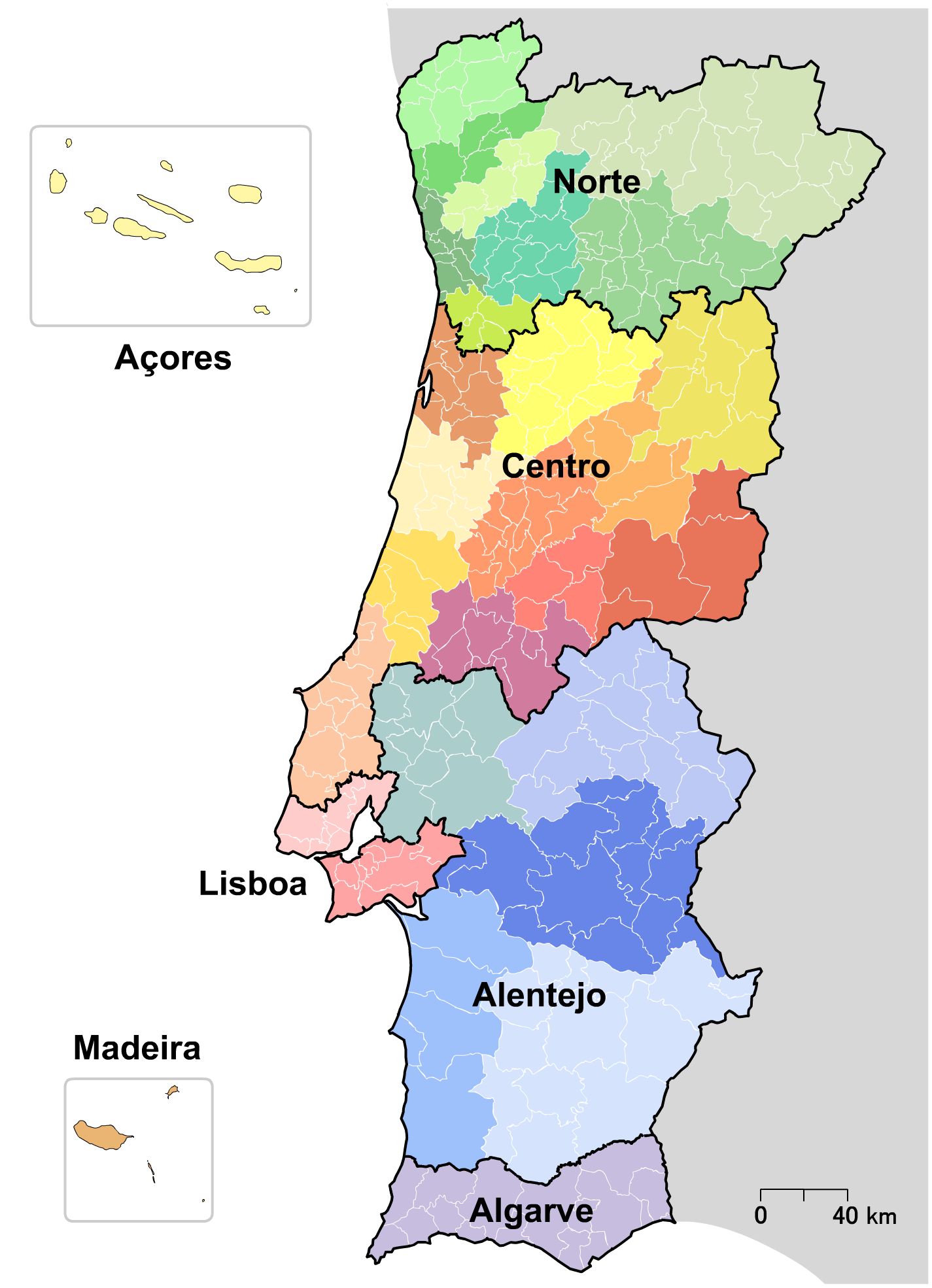
2010
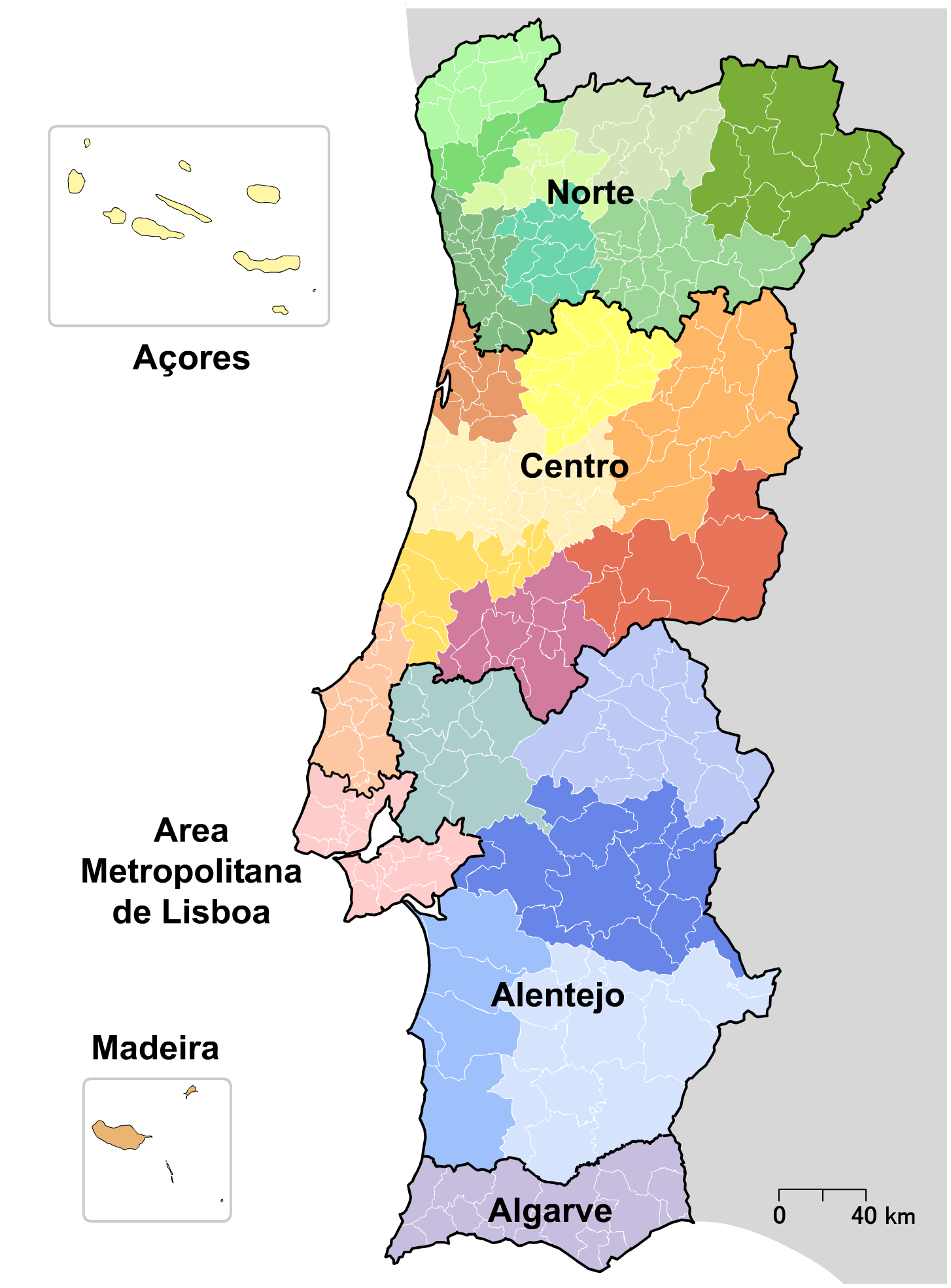
2013
2024

## Códigos NUTS
A codificação das unidades territoriais, relativamente aos três primeiros níveis da NUTS, é feita da seguinte maneira:
| Cód. | NUTS 1                     | Cód. | NUTS 2                     | Cód.  | NUTS 3                      |
| ---- | -------------------------- | ---- | -------------------------- | ----- | --------------------------- |
| PT1  | Portugal Continental       | PT11 | Norte                      | PT111 | Alto Minho                  |
| PT1  | Portugal Continental       | PT11 | Norte                      | PT112 | Cávado                      |
| PT1  | Portugal Continental       | PT11 | Norte                      | PT119 | Ave                         |
| PT1  | Portugal Continental       | PT11 | Norte                      | PT11A | Área Metropolitana do Porto |
| PT1  | Portugal Continental       | PT11 | Norte                      | PT11B | Alto Tâmega e Barroso       |
| PT1  | Portugal Continental       | PT11 | Norte                      | PT11C | Tâmega e Sousa              |
| PT1  | Portugal Continental       | PT11 | Norte                      | PT11D | Douro                       |
| PT1  | Portugal Continental       | PT11 | Norte                      | PT11E | Terras de Trás-os-Montes    |
| PT1  | Portugal Continental       | PT15 | Algarve                    | PT150 | Algarve                     |
| PT1  | Portugal Continental       | PT19 | Centro                     | PT191 | Região de Aveiro            |
| PT1  | Portugal Continental       | PT19 | Centro                     | PT192 | Região de Coimbra           |
| PT1  | Portugal Continental       | PT19 | Centro                     | PT193 | Região de Leiria            |
| PT1  | Portugal Continental       | PT19 | Centro                     | PT194 | Viseu Dão-Lafões            |
| PT1  | Portugal Continental       | PT19 | Centro                     | PT195 | Beira Baixa                 |
| PT1  | Portugal Continental       | PT19 | Centro                     | PT196 | Beiras e Serra da Estrela   |
| PT1  | Portugal Continental       | PT1A | Península de Setúbal       | PT1A0 | Península de Setúbal        |
| PT1  | Portugal Continental       | PT1B | Grande Lisboa              | PT1B0 | Grande Lisboa               |
| PT1  | Portugal Continental       | PT1C | Alentejo                   | PT1C1 | Alentejo Litoral            |
| PT1  | Portugal Continental       | PT1C | Alentejo                   | PT1C2 | Baixo Alentejo              |
| PT1  | Portugal Continental       | PT1C | Alentejo                   | PT1C3 | Alto Alentejo               |
| PT1  | Portugal Continental       | PT1C | Alentejo                   | PT1C4 | Alentejo Central            |
| PT1  | Portugal Continental       | PT1D | Oeste e Vale do Tejo       | PT1D1 | Oeste                       |
| PT1  | Portugal Continental       | PT1D | Oeste e Vale do Tejo       | PT1D2 | Médio Tejo                  |
| PT1  | Portugal Continental       | PT1D | Oeste e Vale do Tejo       | PT1D3 | Lezíria do Tejo             |
| PT2  | Região Autónoma dos Açores | PT20 | Região Autónoma dos Açores | PT200 | Região Autónoma dos Açores  |
| PT3  | Região Autónoma da Madeira | PT30 | Região Autónoma da Madeira | PT300 | Região Autónoma da Madeira  |

### LAU
Os códigos LAU das Unidades Administrativas Locais de Portugal, à data de 1 de Janeiro de 2010, podem ser obtidos aqui: [ligação inativa].

## Estatísticas

### Habitantes por região
| Região               | 2022      | 2021      | 2020      | 2019      | 2018      | 2017      | 2016      | 2015      | 2014      | 2013      | 2012      | 2011      |
| -------------------- | --------- | --------- | --------- | --------- | --------- | --------- | --------- | --------- | --------- | --------- | --------- | --------- |
| Norte                | 3 631 502 | 3 609 978 | 3 601 434 | 3 600 042 | 3 591 630 | 3 592 401 | 3 596 590 | 3 605 791 | 3 618 807 | 3 640 801 | 3 662 884 | 3 683 871 |
| Centro               | 1 666 684 | 1 667 538 | 1 662 137 | 1 658 883 | 1 656 788 | 1 663 802 | 1 672 492 | 1 683 103 | 1 693 185 | 1 707 202 | 1 722 444 | 1 736 862 |
| Oeste e Vale do Tejo | 832 987   | 825 982   | 814 789   | 805 949   | 804 229   | 807 190   | 811 295   | 816 032   | 820 436   | 826 796   | 834 026   | 840 330   |
| Grande Lisboa        | 2 079 365 | 2 068 670 | 2 071 857 | 2 081 998 | 2 063 969 | 2 056 718 | 2 047 531 | 2 041 875 | 2 034 732 | 2 030 582 | 2 033 620 | 2 036 000 |
| Península de Setúbal | 820 305   | 814 975   | 812 838   | 802 802   | 795 453   | 792 367   | 789 375   | 787 533   | 786 034   | 785 085   | 786 472   | 787 329   |
| Alentejo             | 471 322   | 472 504   | 471 834   | 472 285   | 473 605   | 477 138   | 481 474   | 486 367   | 491 074   | 496 590   | 502 291   | 507 748   |
| Algarve              | 472 000   | 469 983   | 469 892   | 465 610   | 459 597   | 456 113   | 453 300   | 451 679   | 449 965   | 449 952   | 451 078   | 452 321   |
| Açores               | 239 942   | 238 794   | 237 616   | 237 113   | 237 828   | 238 964   | 240 108   | 241 653   | 243 271   | 245 336   | 246 424   | 247 095   |
| Madeira              | 253 259   | 252 693   | 251 900   | 250 713   | 250 397   | 251 077   | 252 313   | 254 521   | 257 617   | 261 748   | 264 650   | 267 394   |

### Habitantes por sub-região
| Sub-região                  | Região               | 2022      | 2021      | 2020      | 2019      | 2018      | 2017      | 2016      | 2015      | 2014      | 2013      | 2012      | 2011      |
| --------------------------- | -------------------- | --------- | --------- | --------- | --------- | --------- | --------- | --------- | --------- | --------- | --------- | --------- | --------- |
| Alto Minho                  | Norte                | 232 220   | 231 882   | 232 444   | 232 024   | 231 985   | 232 818   | 234 026   | 235 418   | 236 900   | 239 116   | 241 269   | 243 380   |
| Alto Tâmega e Barroso       | Norte                | 83 463    | 83 801    | 84 571    | 84 876    | 85 490    | 86 275    | 87 085    | 88 114    | 89 128    | 90 347    | 91 616    | 92 943    |
| Área Metropolitana do Porto | Norte                | 1 774 104 | 1 755 844 | 1 743 272 | 1 745 308 | 1 738 752 | 1 736 162 | 1 734 840 | 1 736 150 | 1 739 297 | 1 746 629 | 1 753 781 | 1 760 404 |
| Ave                         | Norte                | 419 876   | 419 091   | 420 113   | 418 191   | 417 014   | 416 788   | 417 003   | 417 576   | 418 679   | 420 923   | 423 135   | 425 275   |
| Cávado                      | Norte                | 423 377   | 419 835   | 418 141   | 415 363   | 411 441   | 409 291   | 408 011   | 407 516   | 407 584   | 408 766   | 410 086   | 411 135   |
| Douro                       | Norte                | 183 418   | 183 831   | 184 712   | 185 424   | 186 552   | 188 288   | 190 030   | 192 230   | 194 435   | 197 140   | 199 903   | 202 701   |
| Tâmega e Sousa              | Norte                | 408 127   | 408 674   | 410 345   | 410 153   | 411 203   | 412 874   | 414 912   | 417 190   | 420 037   | 423 854   | 427 726   | 431 348   |
| Terras de Trás-os-Montes    | Norte                | 106 917   | 107 020   | 107 836   | 108 703   | 109 193   | 109 905   | 110 683   | 111 597   | 112 747   | 114 026   | 115 368   | 116 685   |
| Região de Aveiro            | Centro               | 375 698   | 373 365   | 369 271   | 367 610   | 364 904   | 364 423   | 364 564   | 365 319   | 366 178   | 367 813   | 369 751   | 371 410   |
| Região de Coimbra           | Centro               | 439 940   | 440 065   | 439 288   | 439 713   | 439 542   | 441 533   | 444 049   | 446 713   | 449 161   | 452 682   | 456 545   | 460 199   |
| Região de Leiria            | Centro               | 290 473   | 290 019   | 288 179   | 286 036   | 285 003   | 285 799   | 286 761   | 287 983   | 289 042   | 291 020   | 293 122   | 295 114   |
| Viseu Dão-Lafões            | Centro               | 253 154   | 254 169   | 254 254   | 253 456   | 253 309   | 254 651   | 256 224   | 258 252   | 260 090   | 262 552   | 265 091   | 267 444   |
| Beiras e Serra da Estrela   | Centro               | 208 373   | 210 496   | 211 819   | 212 776   | 214 325   | 216 813   | 219 425   | 222 349   | 225 152   | 228 305   | 231 692   | 235 091   |
| Beira Baixa                 | Centro               | 99 046    | 99 424    | 99 326    | 99 292    | 99 705    | 100 583   | 101 469   | 102 487   | 103 562   | 104 830   | 106 243   | 107 604   |
| Oeste                       | Oeste e Vale do Tejo | 376 961   | 372 365   | 365 752   | 359 888   | 357 599   | 357 612   | 358 021   | 358 812   | 359 510   | 361 124   | 363 310   | 365 082   |
| Lezíria do Tejo             | Oeste e Vale do Tejo | 243 230   | 240 872   | 237 240   | 234 874   | 234 829   | 235 987   | 237 584   | 239 547   | 241 104   | 243 323   | 245 642   | 247 605   |
| Médio Tejo                  | Oeste e Vale do Tejo | 212 796   | 212 745   | 211 797   | 211 187   | 211 801   | 213 591   | 215 690   | 217 673   | 219 822   | 222 349   | 225 074   | 227 643   |
| Grande Lisboa               | Grande Lisboa        | 2 079 365 | 2 068 670 | 2 071 857 | 2 081 998 | 2 063 969 | 2 056 718 | 2 047 531 | 2 041 875 | 2 034 732 | 2 030 582 | 2 033 620 | 2 036 000 |
| Península de Setúbal        | Península de Setúbal | 820 305   | 814 975   | 812 838   | 802 802   | 795 453   | 792 367   | 789 375   | 787 533   | 786 034   | 785 085   | 786 472   | 787 329   |
| Alentejo Litoral            | Alentejo             | 99 111    | 98 303    | 97 062    | 96 182    | 95 079    | 94 877    | 95 015    | 95 336    | 95 610    | 96 139    | 96 789    | 97 436    |
| Baixo Alentejo              | Alentejo             | 115 237   | 115 663   | 115 698   | 116 005   | 116 527   | 117 727   | 119 035   | 120 358   | 121 781   | 123 233   | 124 829   | 126 345   |
| Alto Alentejo               | Alentejo             | 104 121   | 105 031   | 105 676   | 106 224   | 107 328   | 108 580   | 109 941   | 111 590   | 113 123   | 114 846   | 116 516   | 118 201   |
| Alentejo Central            | Alentejo             | 152 853   | 153 507   | 153 398   | 153 874   | 154 671   | 155 954   | 157 483   | 159 083   | 160 560   | 162 372   | 164 157   | 165 766   |
| Algarve                     | Algarve              | 472 000   | 469 983   | 469 892   | 465 610   | 459 597   | 456 113   | 453 300   | 451 679   | 449 965   | 449 952   | 451 078   | 452 321   |
| Açores                      | Açores               | 239 942   | 238 794   | 237 616   | 237 113   | 237 828   | 238 964   | 240 108   | 241 653   | 243 271   | 245 336   | 246 424   | 247 095   |
| Madeira                     | Madeira              | 253 259   | 252 693   | 251 900   | 250 713   | 250 397   | 251 077   | 252 313   | 254 521   | 257 617   | 261 748   | 264 650   | 267 394   |